# Henri Houben

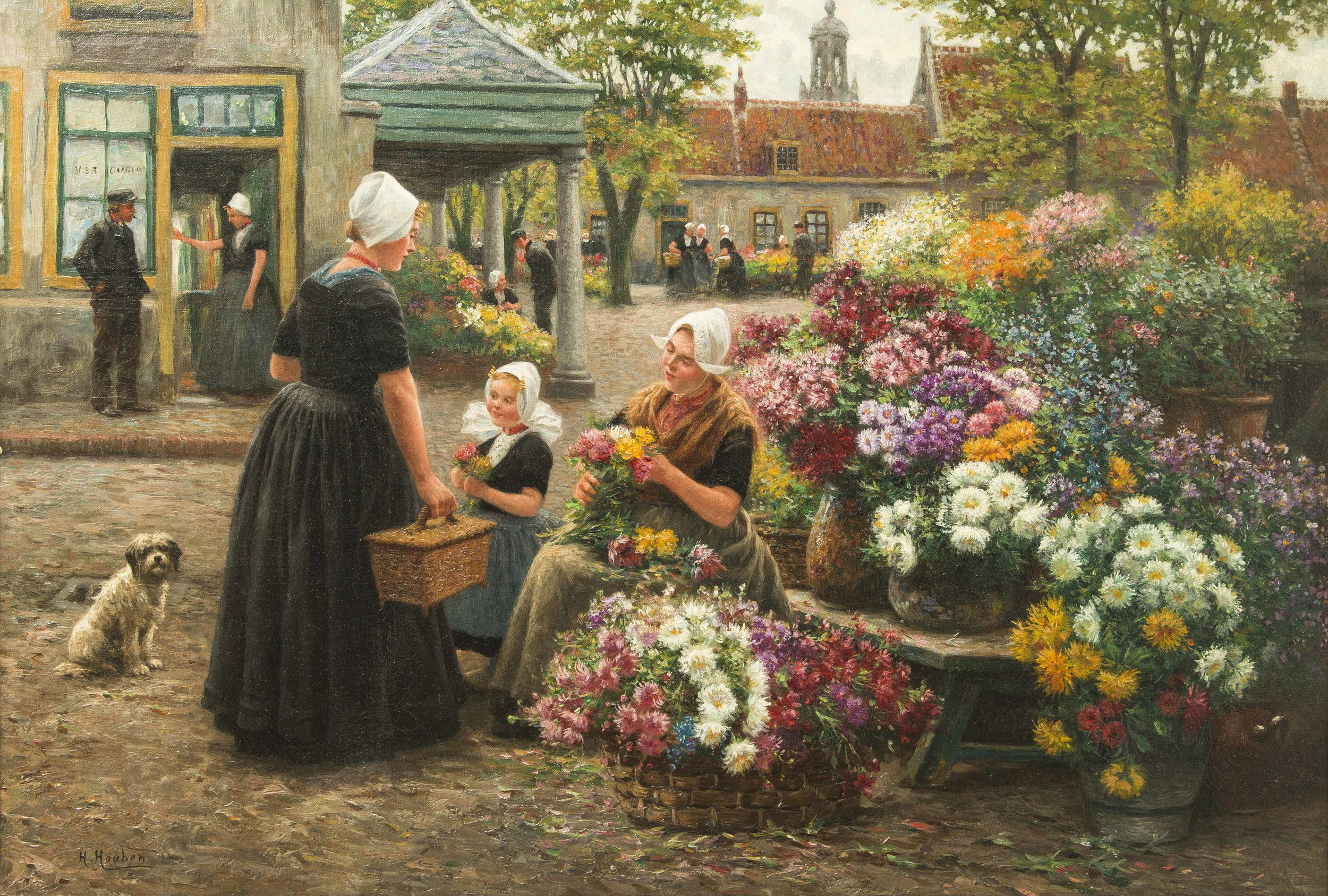
Blumenmarkt

Henri Houben (* 1858 in Antwerpen; † 1931 ebenda) war ein belgischer Maler von Landschaften, Stadtansichten, Genreszenen und Porträts.
Er studierte an der Koninklijke Academie voor Schone Kunsten van Antwerpen bei Charles Verlat. 1877 gewann er den ersten Preis für Landschaftsmalerei.
Er malte meist Landschaften mit Pferden und Kühen sowie belebte Stadtansichten von Antwerpen. Seltener malte er Porträts und Genreszenen in Räumen.
Nach dem Entwurf seines Freundes Albrecht de Vriendt (1843–1900) schuf er die Wandgemälde im Treppenhaus des Antwerpener Rathauses.
Mit seinem Meister Verlat arbeitete er an einem heute verschollenem Panorama der Schlacht von Waterloo. In Moskau schufen sie gemeinsam 1888 ein weiteres Panorama, „Die Militärparade der russischen Armee“.
1885 wurde er zum Professor an der Akademie von Antwerpen ernannt. 1896 stellte er gemeinsam mit Edouard de Jans (1855–1919) seine Werke in Antwerpen aus.